# Bandiera di Tuvalu
L'attuale bandiera di Tuvalu (ex isole Ellice) venne istituita quando la nazione divenne indipendente dal Regno Unito nel 1978. Come molte ex ed attuali dipendenze britanniche, la bandiera di Tuvalu si basa sull'Union Jack che appare nel cantone superiore sinistro. Quando erano riunite con le isole Gilbert in una sola colonia, la bandiera era già l'Union Jack ma con lo stemma ora adottato dalle Kiribati e disegnato da sir Arthur Grimble, commissario residente nel 1932. Tuvalu è tuttora un Regno del Commonwealth con lo stesso capo dello Stato del Regno Unito.

## Galleria d'immagini

Bandiera delle Isole Gilbert ed Ellice dal 1932 al 1º gennaio 1976, colonia di cui faceva parte Tuvalu
Bandiera del Territorio di Tuvalu dal 1º gennaio 1976 al 1º ottobre 1978, a seguito della separazione dalla colonia delle Isole Gilbert ed Ellice con il referendum del 1974.
Bandiera di Tuvalu dall'indipendenza il 1º ottobre 1978 al 1º ottobre 1995
Bandiera di Tuvalu dal 1º ottobre 1995 al 31 dicembre 1995
Bandiera di Tuvalu dal 1º gennaio 1996 all'11 aprile 1997
Bandiera di Tuvalu dall'11 aprile 1997 ad oggi

Le stelle rappresentano le 9 isole che compongono Tuvalu (dunque anche quella non abitata); la disposizione delle stelle rispetta quella delle isole (però alla rovescia, perché rappresentate nella sfera celeste, come si usa fare in astronomia).
Nel 1995, dopo un cambio di governo, la bandiera venne cambiata. La sostituta non era basata sull'Union Jack, ma anch'essa mostrava le isole come stelle. Quest'ultima, comunque, non venne molto gradita dagli abitanti, e la vecchia bandiera venne ripristinata, nel 1997, con alcune piccole modifiche.